# تاكاهيرو كأواجي
تاكاهيرو كأواجي (باليابانية: 川地 貴裕) (10 ديسمبر 1972 في كاغاوا في اليابان – )؛ هو لاعب كرة قدم سابق كان يلعب كمدافع.